# Seynod
Seynod este o comună în departamentul Haute-Savoie din sud-estul Franței. În 2009 avea o populație de 17.822 de locuitori.

## Evoluția populației
| An        | 1975  | 1982   | 1990   | 1999   | 2006   | 2009   |
| --------- | ----- | ------ | ------ | ------ | ------ | ------ |
| Populație | 9.339 | 13.175 | 14.764 | 16.365 | 17.437 | 17.822 |